# Ниволумаб
Ниволумаб — лекарственный препарат, противоопухолевое моноклональное антитело. Одобрен для применения: США (2014).
Включён в WHO Model List of Essential Medicines — список важнейших лекарственных средств, составляемый Всемирной организацией здравоохранения.

## Механизм действия
ингибирует PD-1

## Показания
- Неоперабельная или метастатическая меланома
- Метастатический немелкоклеточный[англ.] рак лёгкого
- Неоперабельная мезотелиома плевры
- Рак почки
- Уротелиальная карцинома
- Колоректальный рак
- Гепатоцеллюлярная карцинома
- классическая лимфома Ходжкина
- Плоскоклеточная карцинома головы и шеи
- Неоперабельная или метастатическая плоскоклеточная карцинома пищевода[2]

## Беременность
- Женщины детородного возраста во время лечения и 5 мес. после него должны использовать методы контрацепции.[2]